# Conférence impériale de 1907
La conférence impériale de 1907 s'ouvre à Londres le 15 avril 1907 et s'achève le 14 mai 1907. Au cours des sessions, une résolution est adoptée pour renommer cette réunion et les futures réunions en conférences impériales (elles s'appelaient jusque-là « conférences coloniales »). Le président de la conférence est le Premier ministre britannique Sir Henry Campbell-Bannerman.
La conférence décide de cesser de se référer aux colonies britanniques autonomes en tant que colonies et leur confère le statut de dominion. Le Canada et l'Australie sont désignés comme des dominions dans les déclarations de la conférence, tandis que la colonie de Terre-Neuve et la colonie de Nouvelle-Zélande obtiennent le statut de dominion par proclamation royale le 26 septembre. Le Natal et la colonie du Cap s'unissent en 1910 aux colonies boers de la rivière Orange et du Transvaal, qui ont reçu l'autonomie gouvernementale en 1907, pour former l'Union sud-africaine en tant que dominion.
Les possibilités d'autonomie irlandaise et d'autonomie gouvernementale pour l'Inde sont également discutées. La question de la préférence impériale est soulevée mais rejetée par le Premier ministre britannique en raison de son soutien au libre-échange.

## Participants
La conférence est organisée par le roi-empereur Édouard VII, avec ses Premiers ministres et les membres de leurs cabinets respectifs :
| Nation                      | Nom                          | Fonction                                      |
| --------------------------- | ---------------------------- | --------------------------------------------- |
| Royaume-Uni                 | Sir Henry Campbell-Bannerman | Premier ministre (président de la conférence) |
| Royaume-Uni                 | Lord Elgin                   | Secrétaire d'État aux Colonies                |
| Royaume-Uni                 | Sir Edward Grey              | Secrétaire d'État aux Affaires étrangères     |
| Royaume-Uni                 | Lord Tweedmouth              | Premier Lord de l'Amirauté                    |
| Royaume-Uni                 | Richard Burdon Haldane       | Secrétaire d'État à la Guerre                 |
| Royaume-Uni                 | Herbert Henry Asquith        | chancelier de l'Échiquier                     |
| Royaume-Uni                 | David Lloyd George           | Président de la Commission du commerce        |
| Royaume-Uni                 | Sydney Buxton                | Postmaster General du Royaume-Uni             |
| Royaume-Uni                 | Lord Loreburn                | Lord Chancelier                               |
| Royaume-Uni                 | John Burns                   | Président du Local Government Board           |
| Royaume-Uni                 | John Morley                  | Secrétaire d'État à l'Inde                    |
| Royaume-Uni                 | Lord Crewe                   | Lord président du Conseil                     |
| Royaume-Uni                 | Winston Churchill            | Sous-secrétaire d'État aux Colonies           |
| Australie                   | Alfred Deakin                | Premier ministre                              |
| Australie                   | Sir William Lyne             | Ministre du Commerce et des Douanes           |
| Canada                      | Sir Wilfrid Laurier          | Premier ministre                              |
| Canada                      | Sir Frederick William Borden | Ministre de la Milice et de la Défense        |
| Canada                      | Louis-Philippe Brodeur       | Ministre de la Marine et des Pêches           |
| Colonie du Cap              | Leander Starr Jameson        | Premier ministre                              |
| Colonie du Cap              | Thomas Smartt                | Commissaire aux Travaux                       |
| Natal                       | Frederick Robert Moor        | Premier ministre                              |
| Transvaal                   | Louis Botha                  | Premier ministre                              |
| Transvaal                   | Sir Richard Solomon          | Agent général                                 |
| Colonie de Terre-Neuve      | Sir Robert Bond              | Premier ministre                              |
| Colonie de Nouvelle-Zélande | Sir Joseph Ward              | Premier ministre                              |